# Patrick Schneider (Leichtathlet, 1992)
Patrick Schneider (* 30. November 1992 in Ansbach, Bayern) ist ein deutscher Leichtathlet, der sich auf den 400-Meter-Lauf spezialisiert hat.

## Berufsweg
Schneider fand nach seiner Ausbildung zum Industriekaufmann eine Anstellung als Junior Manager im Einkauf beim Sportartikelhersteller Puma.

## Sportliche Karriere
Patrick Schneider kam erst im Jahre 2014 vom Fußball zur Leichtathletik.
2016 holte er bei den Deutschen Meisterschaften in Kassel Bronze.
2017 und 2018 wurde er jeweils Vizemeister bei den Deutschen Meisterschaften in Erfurt und den Deutschen Meisterschaften in Nürnberg.
2020 errang Schneider wiederum Bronze bei den Deutschen Meisterschaften in Braunschweig.
2022 gelang ihm der Titelgewinn bei den Deutschen Hallenmeisterschaften in Leipzig. Dabei erreichte er sowohl im Halbfinale (46,44 s), als auch im Finale (46,45 s) die WM-Norm.
Bei den Europameisterschaften 2016 in Amsterdam und den Europameisterschaften 2018 in Berlin war er jeweils Mitglied der deutschen 4-mal-400-Meter-Staffel; 2018 in Berlin lief er auch im 400-Meter-Einzelrennen, wo er im Halbfinale ausschied.

## Vereinszugehörigkeiten
Schneider startet seit 1. Januar 2021 für den TV Wattenscheid 01. Zuvor konkurrierte er seit 2015 für die LAC Quelle Fürth.

## Bestleistungen
(Stand: 26. Februar 2022)
Halle
- 60 m: 7,05 s, (26. Januar 2019, Fürth)
- 200 m: 21,73 s, (28. Januar 2018, München)
- 400 m: 46,44 s, (26. Februar 2022, Leipzig)

Freiluft
- 100 m: 10,73 s (±0,0 m/s), (24. Juni 2016, Ingolstadt)
- 200 m: 21,02 s (+1,3 m/s), (26. Juni 2016, Heilbronn)
- 400 m: 45,82 s (22. Juli 2018, Nürnberg)
- 800 m: 1:49,54 min (5. August 2016, Neustadt)
- 4 × 400 m: 3:03,16 min, (15. Juli 2018, London)